# Moitaki
Moitaki is een plaats aan de Tapanahonyrivier in Sipaliwini, Suriname.
In het dorp wonen Aukaanse marrons van de lo (familie) Misidyan. De granman Gazon Matodja (1904-2011) werd hier geboren.
Het dorp beschikt over een kerk. Het ligt in de buurt van de stroomversnelling Gran Olo, met stroomopwaarts het dorp Jawsa en stroomafwaarts Poeketi.
Sinds circa 1986 werd met bovengrondse kabels elektriciteit geleverd vanuit de waterkrachtcentrale bij Poeketi. Door de Binnenlandse Oorlog raakte deze centrale buiten gebruik. In 2017 werd de waterkrachtcentrale van Gran Olo in gebruik genomen, met aanvankelijk alleen nog stroom voor de dichtstbijzijnde dorpen. Op dit net zal ook Moitaki op aangesloten worden.
Affivisiti · Agaigoni · Ajokojokondre · Akani Pata · Aloepi 1 & 2 · Alopi · Antino · Antonio do Brinco · Apetina · Benanoe · Benzdorp · Clementi · Cottica · Draai · Drietabbetje · Gakaba · Godo-olo · Godoro · Granbori · Herminadorp · Intelewa · Kampoe · Kawemhakan · Koemakapan · Kontina · Lensidede · Maboga · Maisa Kampu · Manlobi · Moitaki · Monpoesoe · Nikie · Paloemeu · Peleloe Tepoe · Peruano · Poeketi · Poeloegoedoe · Ronaldo · Sajé · Tjon Tjon · Tutu Kampu · Wanfinga · Wehejok